# クレールの膝
『クレールの膝』（クレールのひざ、原題: Le Genou de Claire）は1970年のフランス映画。日本公開は1989年7月29日。

## スタッフ
- 監督・脚本：エリック・ロメール
- 撮影：ネストール・アルメンドロス

## キャスト
- ジャン＝クロード・ブリアリ
- オーロラ・コルニュ（英語版）
- ベアトリス・ロマン（フランス語版）
- ローレンス・ドゥ・モナガン（フランス語版）
- ミシェル・モンテル
- ジェラール・ファルコネッティ（フランス語版）
- ファブリス・ルキーニ

| スタブアイコン | サブスタブ | この項目は、まだ閲覧者の調べものの参照としては役立たない、映画に関連した書きかけの項目です。この項目を加筆・訂正などしてくださる協力者を求めています（P:映画/PJ:映画）。 |